# Петър Коларов
Петър Василев Коларов е политик от БКП, интербригадист, военен лекар, майор от Червената армия и санитарен генерал-майор от Българската народна армия.

## Биография
Роден е като първия син в семейството на Васил Коларов в Шумен на 30 юни 1906 г. Прекарва детството си в родния си град, а юношеските си години в Австрия. Там учи музика в училище за художествено възпитание в Австрия. От 1922 година е член на БКМС. Семейството му емигрира в СССР след разгрома на Септемврийското въстание през 1923 г.
През септември 1924 г. се записва във Военномедицинската академия в Ленинград, но прекъсва след втората година поради заболяване. През 1930 г. завършва медицина в Първи московски медицински институт. В периода 1931 – 1933 година е аспирант в Московския медицински университет, придобива научна степен кандидат на медицинските науки.
Работи като лекар в Института по охрана на труда и професионалните болести. След това 3 години е санитарен инспектор в московски завод. От 1936 до 1938 г. участва в Испанската гражданска война под името Ярослав Франек. Там е заместник-началник и началник на санитарната служба на интернационалните бригади със звание майор. През август 1938 г. се завръща в СССР, където става началник на санитарната инспекция в Управлението на водния транспорт. От 1941 до 1944 г. е началник на Санитарното управление на гражданския въздушен флот на СССР.
От 5 септември 1944 г. е командирован в Политическото управление на Трети украински фронт. На 8 септември 1944 г. се завръща в България и става член на БКП. От 12 октомври 1944 г. постъпва в българската армия и е назначен за заместник-началник на санитарния отдел при Щаба на войската с чин подполковник. Остава на този пост до 1946 г. От ноември 1946 до 1949 г. е член на Изпълнителния комитет на Българския червен кръст.
В периода 10 март 1947 – януари 1950 г. е началник на Медицинската служба на Българската армия. Начело е на Републиканската секция по футбол в периода 1951 – 1952 г. (по други данни: от юли 1949 до юли 1950 г.)
В периода 1950 – 1962 г. е министър на народното здраве. Между 1950 и 1966 година е председател на Българския червен кръст, а от 1956 г. е член на ЦК на БКП.
С негово съдействие се създава първия кръводарителски център в България, издава се първия „Правилник за устройството и задачите на санитарната авиация“.
Удостоен е със съветския орден „Почетен знак“ („Знак Почёта“) през 1942 г. Носител е на два ордена „Георги Димитров“ (1960, 1966), носител на званието „народен лекар“ (1962) и заслужил деятел на БЧК (1949).
Женен е за одринчанката Елена Коларова (по баща Божикова).

## Военни звания
- майор от медицинската служба на Червената армия
- подполковник от медицинската служба на Българската армия (12 октомври 1944)
- полковник от медицинската служба на Българската армия (12 декември 1944)
- генерал-майор медицинската служба на Българската народна армия (13 ноември 1948)